# Континентальний клімат

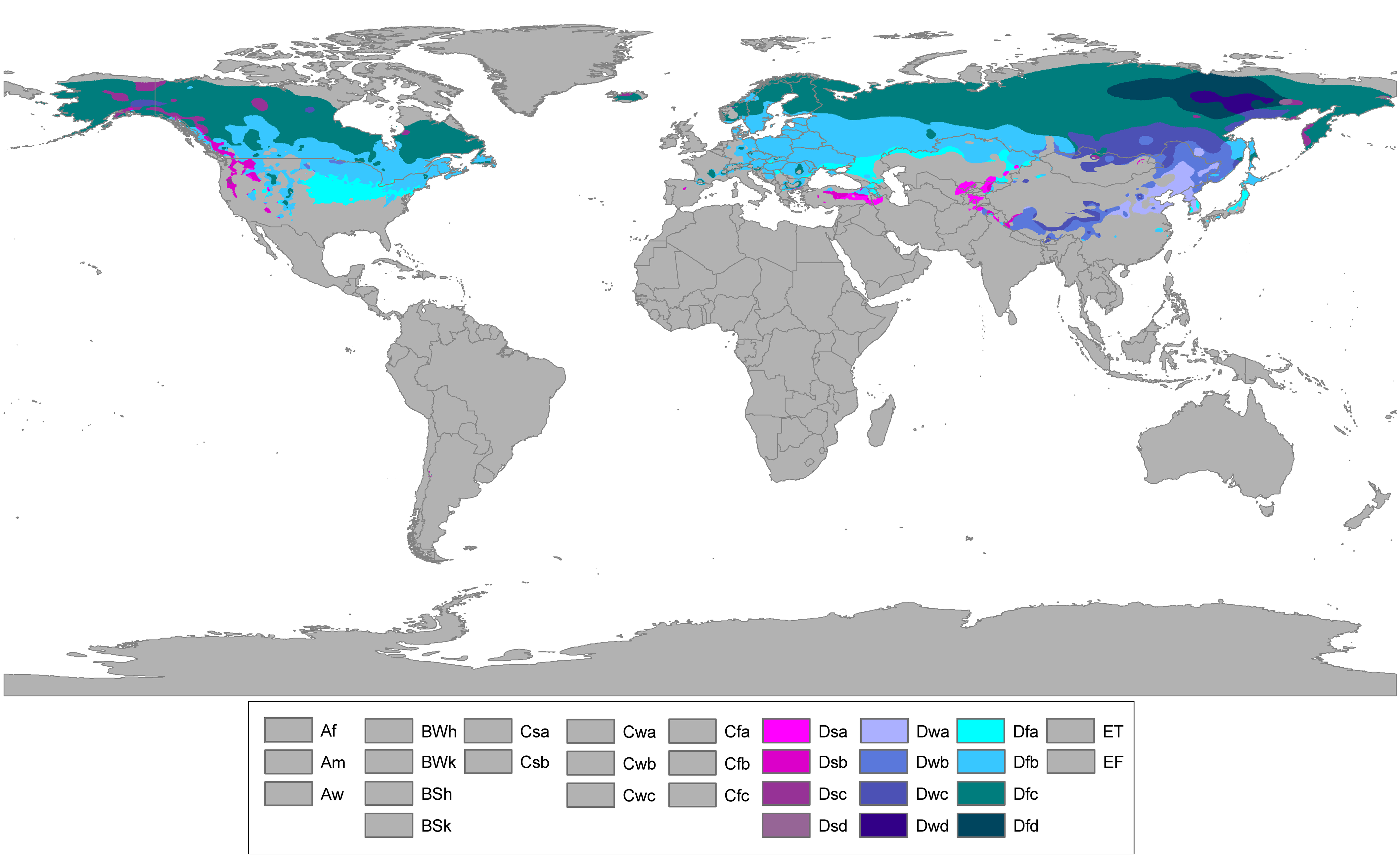

Континентальний клімат — клімат, характерний для внутрішніх районів материків в яких панують континентальні повітряні маси. Характеризується високою амплітудою температури повітря, малою сумою опадів і слабкими вітрами.
Континента́льність клі́мату — сукупність характерних особливостей клімату — визначається впливом материків на процеси кліматотворення. Головна характеристика континентальності клімату — річна амплітуда температури повітря: що вона більша, то континентальнішим є клімат.
На території України континентальність клімату наростає з північного заходу на південний схід, відповідно континентальність більш виражена в східних областях (менша кількість опадів, суворіші зими й спекотніше літо).

## Коефіцієнт континентальності
Коефіцієнт континентальності — характеристика ступеня континентальності клімату. Він дорівнює: {\displaystyle (A-5.4\sin \phi )/A}, де {\displaystyle A} — річна амплітуда повітря; {\displaystyle \phi } — географічна широта місця.